# Trío Olímpico
El Trío Olímpico es un trío musical paraguayo que estuvo formado por Eladio Martínez, Emigdio Ayala Báez y Albino Quiñónez. Se trata de una singular unión de compositor, arpista y cantante que representó al Paraguay exponiendo su arte en los Juegos Olímpicos realizados en Londres en el año 1948.

## Historia
El Trío Olímpico fue designado para acudir a los Juegos Olímpicos de Londres de 1948, en representación de Paraguay. De esta anécdota, consistente en que se enviara a unos músicos en lugar de a deportistas, como es habitual, surge el nombre del trío.
Estos exponentes de la música tuvieron una gran actuación en dicha oportunidad, presentando al mundo una parte de la cultura del Paraguay

## Integrantes

### Eladio Martínez
Cantante y compositor.
Nació en Paraguarí el 19 de mayo de 1912, hijo de Lorenzo Martínez y Nicolasa Benítez. En sus primeros años de formación estudió flauta y guitarra, primero con su padre, y luego con Manuel Giménez (hermano de Remberto Giménez).

#### Trayectoria
Se estableció en Asunción hacia 1928. Dos años más tarde ganó el Primer Premio en el Concurso Nacional de Canto organizado por Roque Centurión Miranda. En 1931 viajó a Montevideo, Uruguay y luego se mudó a Buenos Aires, Argentina donde formó con Mauricio Cardozo Ocampo el célebre dúo Martínez - Cardozo, que estuvo en activo durante más de 15 años. Allí Eladio dirigió programas de radio como: Momento Musical Paraguayo, en Radio Cultura, y Polcas y Guaranias, en Radio Rivadavia, programas que luego se extendieron a otras emisoras como Belgrano, Mitre, El Mundo, Excelsior y otras.
Martínez grabó varios discos con el arpista Félix Pérez Cardozo, y a partir de 1945 lo hizo con su propio grupo, Nelly. En 1948 fue uno de los integrantes del Trío Olímpico. En Buenos Aires se encargó de poner música a la película “El trueno entre las hojas”, dirigida por Armando Bó con guion de Augusto Roa Bastos.
Tras unos años, regresó a Paraguay, y se convirtió en un ícono de los intentos por rescatar y promocionar la música de inspiración folclórica en el ámbito universitario durante la década de los 70. Debido a su popularidad se le conocía con el nombre de “Eladio El Grande”. En 1979 fundó en Asunción un conjunto de 7 arpas y 5 guitarras. Eladio Martínez falleció en Asunción en 1990.

#### Obra
Es el autor de canciones como:
- “Lucerito alba”,
- “Noches guaireñas”,
- “Cayé”, “Che trigueñami”,
- “Nelly”,
- “Che vallemi”,
- “Pacholí”

Y en co- autoría:
- “Oración a mi amada” (Primer Premio en el Concurso del Ministerio de Educación),
- “Lejana flor”,

Y recopilaciones como:
- “El casamiento del tarave” y
- “Mateo Gamarra”

Y de la zarzuela paraguaya
- “Pacholí” con libreto de Manuel Frutos Pane.

### Emigdio Ayala Báez
Compositor

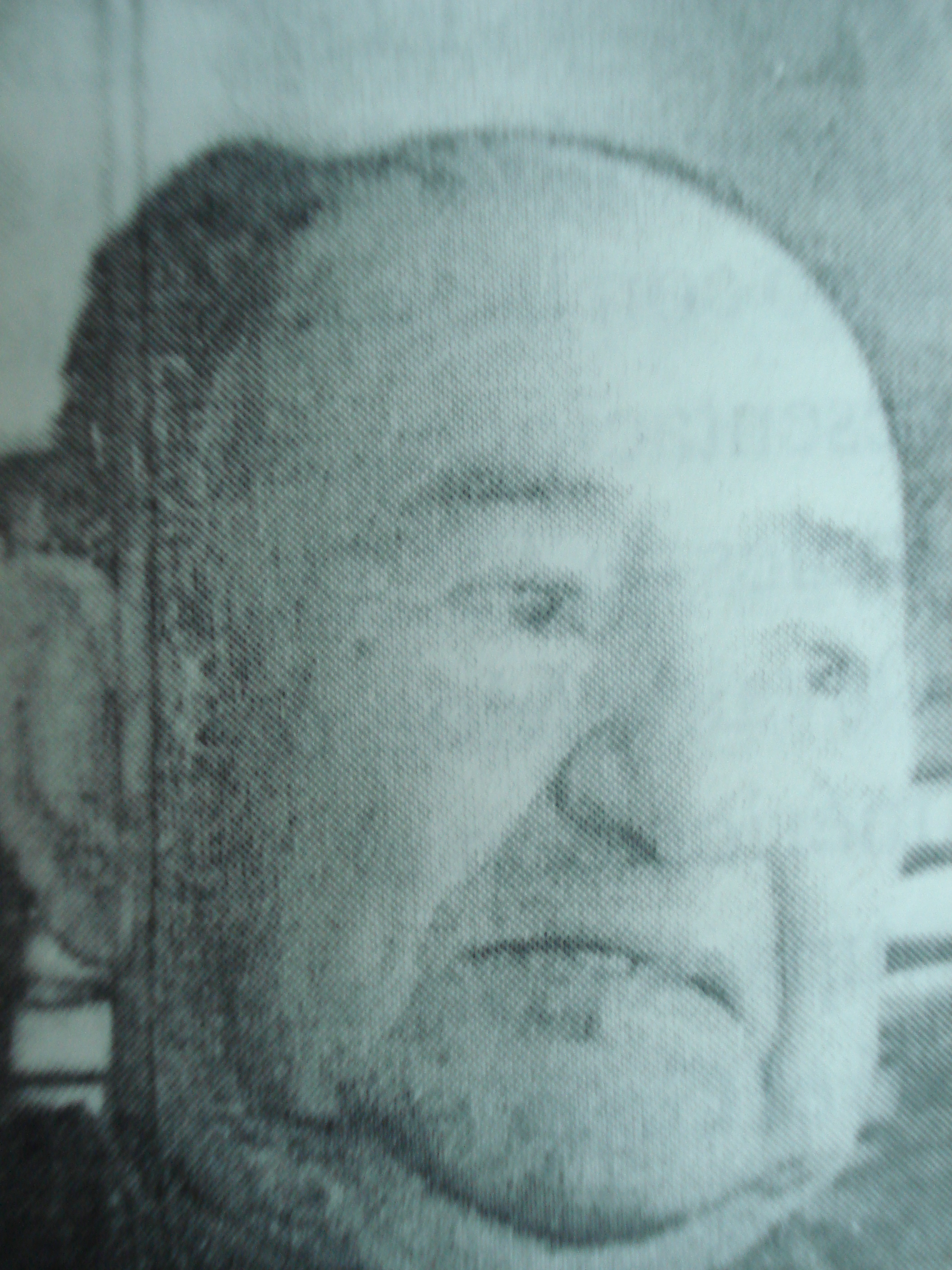
Emigdio Ayala Baéz.

Nació en la ciudad de Escobar el 5 de agosto de 1917. Estuvo casado con Arsenia Franco, con la que tuvo tres hijos: Gloria Fátima, Francisca y Emigdio Gerónimo.

#### Trayectoria
Sus primeros compañeros en el ámbito de la música fueron: Herminio Giménez, Agustín Barboza, Emilio Bobadilla Cáceres, Mauricio Cardozo Ocampo, Félix Pérez Cardozo, Eladio Martínez y Albino Quiñónez, entre otros.
Inició su carrera artística junto al artista paraguayo Herminio Giménez con quien emprendió su primera gira de presentaciones en 1940 por Brasil. En el año 1941 Félix Pérez Cardozo, grabó su canción “Mi dicha lejana” con este conjunto. En el año 1947 participó de una nueva gira con Herminio Giménez, esta vez por Argentina. En el año 1948 fue uno de los integrantes del Trío Olímpico que representó a Paraguay en las Olimpiadas de Londres. Fue, además, socio fundador de la Sociedad de Autores Paraguayos Asociados (APA) y también socio de la Sociedad de Autores Argentinos (SADAIC). Durante su estancia en Argentina, además de ejercer de intérprete y compositor, fue empleado del presidente del club Boca Juniors, el señor Alberto J. Armando, al que sirvió durante muchos años. No obstante, Emigdio siempre conservó el amor por su tierra, y volvió a Paraguay a pasar sus últimos días de su vida entre los cerros de su ciudad (Escobar).
Emigdio Ayala Báez falleció en su pueblo natal el 24 de febrero de 1993.

#### Obra
Algunas de sus canciones más populares son:
- “Polca del Club Sol de América”,
- “Mi dicha lejana”,
- “Lejana Flor” y
- “Oración a mi amada”.

Conjuntamente con Eladio Martínez,
- “Dulce polquita”,
- “Nde tapere”,
- “Noche en el Corazón”,
- “Palomita ven” y
- “A mi pueblito Escobar”.

Su obra “Mi dicha lejana”, la escribió cuando estaba de gira por Brasil con el grupo del maestro Herminio Giménez, y se la dedicó al primer amor de su vida, que se había quedado en Paraguay y a quien él echaba mucho de menos.

### Albino Quiñónez
Arpista
Nació en la ciudad de Itape el 5 de febrero de 1927. Comenzó a tocar el arpa de manera autodidacta a la edad de 8 años.

#### Trayectoria
En 1946 se trasladó a Asunción formando parte del dúo Álvarez-Toñanez. Luego se incorporó al elenco de José L. Melgarejo y más tarde al conjunto de Diosnel Chase. En 1948 integró junto a Eladio Martínez y Emigdio Ayala Báez el célebre Trío Olímpico, que se presentó en las Olimpiadas de Inglaterra. Actuó para la BBC de Londres y participó en la gira por España, Francia y Portugal. Grabó discos con el conjunto “Los Paraguayos”, que estuvo dirigido por Luis Alberto del Paraná. Entre los años 1958 y 1960 formó parte del conjunto de Cristóbal Cáceres en París, Francia y posteriormente en la Argentina, específicamente en la ciudad de Buenos Aires, actuó con el conjunto de Antonio Tormes. En los últimos años regresó a su ciudad natal, donde formó a numerosos discípulos.

#### Obra
Es autor de
- “Mita ñembosarái”,
- “Trompoi jeroky”,
- “Petronita”,
- “Nda rekoveima consuelo”y otras piezas para arpa.

Otras obras interpretadas por Quiñónez son:
- “Asunceña” (Félix Pérez Cardozo),
- “El arriero” (Félix Pérez Cardozo) y “Don Esteban” (Tango) (Augusto Berto).